# Liste der öffentlich-rechtlichen Programme in Deutschland
Die Liste der öffentlich-rechtlichen Programme zeigt alle öffentlich-rechtlichen Rundfunkprogramme (21 TV-Sender und 69 Radio-Sender) in Deutschland auf.

## Fernsehprogramme
| Fernsehprogramme | Fernsehprogramme | Fernsehprogramme                            | Fernsehprogramme                                                                           | Fernsehprogramme  |
| Programmname     | Senderlogo       | Programmtyp                                 | Beschreibung                                                                               | Sitz              |
| ---------------- | ---------------- | ------------------------------------------- | ------------------------------------------------------------------------------------------ | ----------------- |
| 3sat             |                  | Vollprogramm                                | Mitgetragen von ORF und SRF                                                                | Mainz             |
| Arte             |                  | Vollprogramm                                | In deutsch-französischer Kooperation betrieben                                             | Straßburg         |
| BR Fernsehen     |                  | Vollprogramm                                | Regionalprogramm für Bayern                                                                | München           |
| Das Erste        |                  | Vollprogramm                                |                                                                                            | München           |
| DW-TV            |                  | Vollprogramm                                | Auslandsrundfunk der Bundesrepublik Deutschland                                            | Bonn              |
| HR-Fernsehen     |                  | Vollprogramm                                | Regionalprogramm für Hessen                                                                | Frankfurt am Main |
| MDR Fernsehen    |                  | Vollprogramm                                | Regionalprogramm für Sachsen, Sachsen-Anhalt und Thüringen                                 | Leipzig           |
| NDR Fernsehen    |                  | Vollprogramm                                | Regionalprogramm für Niedersachsen, Hamburg, Schleswig-Holstein und Mecklenburg-Vorpommern | Hamburg           |
| Radio Bremen TV  |                  | Vollprogramm                                | Regionalprogramm für Bremen                                                                | Bremen            |
| rbb fernsehen    |                  | Vollprogramm                                | Regionalprogramm für Berlin und Brandenburg                                                | Berlin/Potsdam    |
| SR Fernsehen     |                  | Vollprogramm                                | Regionalprogramm für das Saarland                                                          | Saarbrücken       |
| SWR Fernsehen    |                  | Vollprogramm                                | Regionalprogramm für Baden-Württemberg und Rheinland-Pfalz                                 | Stuttgart         |
| WDR Fernsehen    |                  | Vollprogramm                                | Regionalprogramm für Nordrhein-Westfalen                                                   | Köln              |
| One              |                  | Spartenprogramm (Unterhaltung)              |                                                                                            | Köln              |
| ARD alpha        |                  | Spartenprogramm (Information/Dokumentation) |                                                                                            | München           |
| KiKA             |                  | Spartenprogramm (Kinder)                    |                                                                                            | Erfurt            |
| Phoenix          |                  | Spartenprogramm (Information/Dokumentation) |                                                                                            | Bonn              |
| Tagesschau24     |                  | Spartenprogramm (Nachrichten)               |                                                                                            | Hamburg           |
| ZDF              |                  | Vollprogramm                                |                                                                                            | Mainz             |
| ZDFinfo          |                  | Spartenprogramm (Information/Dokumentation) |                                                                                            | Mainz             |
| ZDFneo           |                  | Spartenprogramm (Unterhaltung)              |                                                                                            | Mainz             |

## Mediatheken
| Mediatheken   | Mediatheken | Mediatheken                                    | Mediatheken                                     | Mediatheken | Mediatheken     |
| Plattformname | Senderlogo  | Programmtyp                                    | Beschreibung                                    | Sitz        | Website         |
| ------------- | ----------- | ---------------------------------------------- | ----------------------------------------------- | ----------- | --------------- |
| 3sat          |             | Vollprogramm                                   | Mitgetragen von ORF und SRF                     | Mainz       | 3sat.de         |
| ARD Mediathek |             | Vollprogramm                                   | Programm der ARD und beteiligten Fernsehsendern | Mainz       | ardmediathek.de |
| Arte          |             | Vollprogramm                                   |                                                 | Straßburg   | arte.tv         |
| ZDF           |             | Vollprogramm                                   | Programm des ZDF und beteiligten Fernsehsendern | Mainz       | zdf.de          |
| Funk          |             | Spartenprogramm (Jugendliche/junge Erwachsene) |                                                 | Mainz       | funk.net        |

## Radioprogramme

### Bundesweite Radioprogramme
| Deutschlandradio       | Deutschlandradio | Deutschlandradio              |
| Programmname           | Senderlogo       | Programmtyp                   |
| ---------------------- | ---------------- | ----------------------------- |
| Deutschlandfunk        |                  | Informations- und Kulturradio |
| Deutschlandfunk Kultur |                  | Informations- & Kulturradio   |
| Deutschlandfunk Nova   |                  | Alternatives Jugendradio      |

### Regionale Radioprogramme
| Radioprogramme              | Radioprogramme       | Radioprogramme             |
| Bayerischer Rundfunk        | Bayerischer Rundfunk | Bayerischer Rundfunk       |
| Programmname                | Senderlogo           | Programmtyp                |
| --------------------------- | -------------------- | -------------------------- |
| Bayern 1                    |                      | Regional/Oldies            |
| Bayern 2                    |                      | Kultur                     |
| Bayern 3                    |                      | Pop                        |
| BR-Klassik                  |                      | Klassik                    |
| BR24                        |                      | Nachrichten                |
| BR24live                    |                      | Ereignis                   |
| BR Heimat                   |                      | Volksmusik                 |
| BR Schlager                 |                      | Schlager                   |
| BR Puls                     |                      | Jugend                     |
| Hessischer Rundfunk         |                      |                            |
| Programmname                | Senderlogo           | Programmtyp                |
| hr1                         |                      | Oldies                     |
| hr2-Kultur                  |                      | Kultur/Klassik             |
| hr3                         |                      | Pop                        |
| hr4                         |                      | Regional                   |
| hr-info                     |                      | Nachrichten                |
| You FM                      |                      | Jugend                     |
| Mitteldeutscher Rundfunk    |                      |                            |
| Programmname                | Senderlogo           | Programmtyp                |
| MDR Sachsen                 |                      | Regional/Oldies            |
| MDR Sachsen-Anhalt          |                      | Regional/Oldies            |
| MDR Thüringen               |                      | Regional/Oldies            |
| MDR Aktuell                 |                      | Nachrichten                |
| MDR Jump                    |                      | Pop                        |
| MDR Klassik                 |                      | Klassik                    |
| MDR Kultur                  |                      | Kultur                     |
| MDR Schlagerwelt            |                      | Schlager                   |
| MDR Sputnik                 |                      | Jugend                     |
| MDR Tweens                  |                      | Kinder                     |
| Norddeutscher Rundfunk      |                      |                            |
| Programmname                | Senderlogo           | Programmtyp                |
| NDR 1 Niedersachsen         |                      | Regional/Oldies            |
| NDR 1 Radio MV              |                      | Regional/Oldies            |
| NDR 1 Welle Nord            |                      | Regional/Oldies            |
| NDR 90,3                    |                      | Regional/Oldies            |
| NDR 2                       |                      | Pop                        |
| NDR Blue                    |                      | Alternative                |
| NDR Info                    |                      | Nachrichten                |
| NDR Info Spezial            |                      | Ereignis                   |
| NDR Kultur                  |                      | Kultur/Klassik             |
| NDR Schlager                |                      | Schlager                   |
| N-Joy                       |                      | Jugend                     |
| Radio Bremen                |                      |                            |
| Programmname                | Senderlogo           | Programmtyp                |
| Bremen Eins                 |                      | Oldies                     |
| Bremen Zwei                 |                      | Kultur                     |
| Bremen Next                 |                      | Jugend                     |
| Bremen Vier                 |                      | Pop                        |
| Cosmo (mit WDR & rbb)       |                      | Multikulturell             |
| Rundfunk Berlin-Brandenburg |                      |                            |
| Programmname                | Senderlogo           | Programmtyp                |
| Antenne Brandenburg         |                      | Regional/Oldies            |
| rbb 88.8                    |                      | Regional/Pop               |
| Fritz                       |                      | Jugend                     |
| Radio Eins                  |                      | Pop                        |
| Radio 3                     |                      | Kultur/Klassik             |
| rbb24 Inforadio             |                      | Nachrichten                |
| Cosmo (mit WDR & RB)        |                      | Multikulturell             |
| Saarländischer Rundfunk     |                      |                            |
| Programmname                | Senderlogo           | Programmtyp                |
| Antenne Saar                |                      | Nachrichten/Multikulturell |
| SR 1                        |                      | Pop                        |
| SR 3 Saarlandwelle          |                      | Regional/Oldies            |
| SR Kultur                   |                      | Kultur/Klassik             |
| Unserding                   |                      | Jugend                     |
| Südwestrundfunk             |                      |                            |
| Programmname                | Senderlogo           | Programmtyp                |
| SWR1 BW                     |                      | Regional/Oldies            |
| SWR1 RP                     |                      | Regional/Oldies            |
| SWR3                        |                      | Pop                        |
| SWR4 BW                     |                      | Regional                   |
| SWR4 RP                     |                      | Regional                   |
| Dasding                     |                      | Jugend                     |
| SWR Aktuell                 |                      | Nachrichten                |
| SWR Kultur                  |                      | Kultur/Klassik             |
| Westdeutscher Rundfunk      |                      |                            |
| Programmname                | Senderlogo           | Programmtyp                |
| 1 Live                      |                      | Jugend                     |
| 1 Live Diggi                |                      | Jugend                     |
| WDR 2                       |                      | Regional/Pop               |
| WDR 3                       |                      | Kultur/Klassik             |
| WDR 4                       |                      | Oldies                     |
| WDR 5                       |                      | Info/Kultur                |
| WDR Event                   |                      | Ereignis                   |
| Die Maus                    |                      | Kinder                     |
| Cosmo (mit RB & rbb)        |                      | Multikulturell             |

## Audiotheken
| Video-on-Demand-Plattformen | Video-on-Demand-Plattformen | Video-on-Demand-Plattformen | Video-on-Demand-Plattformen                                 | Video-on-Demand-Plattformen | Video-on-Demand-Plattformen |
| Plattformname               | Senderlogo                  | Programmtyp                 | Beschreibung                                                | Sitz                        | Website                     |
| --------------------------- | --------------------------- | --------------------------- | ----------------------------------------------------------- | --------------------------- | --------------------------- |
| ARD Audiothek               |                             | Vollprogramm                | Livestreams und Podcasts von ARD, Deutschlandradio und funk | Mainz                       | ardaudiothek.de             |
| Dlf Audiothek               |                             | Information & Kultur        |                                                             | Köln                        | deutschlandfunk.de          |